# Grigori Brovman
Grigori Brovman (rusă Григорий Бровман; n. 1/14 august 1907, Călărași, gubernia Basarabia, Imperiul Rus – d. 13 august 1984, Moscova, RSFS Rusă, URSS) a fost un evreu basarabean, critic literar și profesor sovietic.

## Biografie

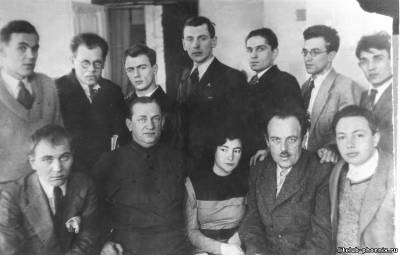
Fotografie a participanților la Primul Congres al scriitorilor sovietici (1934). Brovman în al doilea rând, al doilea de la stânga la dreapta.

S-a născut în târgul Călărași din ținutul Chișinău, gubernia Basarabia (Imperiul Rus). A studiat la școala de șapte clase, ulterior, a început să lucreze la o bibliotecă locală. Odată cu izbucnirea Primului Război Mondial, familia lor a rătăcit prin gubernia Podolia, a locuit o vreme în Odesa și Krîjopol. În 1926 s-a mutat la Moscova, unde a intrat la Facultatea de Literatură a Universității din Moscova, pe care a absolvit-o în 1931. A început să publice ca student, în revista „Revoluție și cultură” (Революция и культура; 1929, nr. 21), a apărut un articol al său alături de Evgheni Popovkin, în care autorii susțineau că „universitățile, cu «izolarea» lor, corespund corporatismului societății feudale și sunt un produs al culturii claselor «parazitare»”. Susținea, prin urmare, că universitatea în ansamblu trebuie distrusă, transformată într-un număr de secțiuni specializate.
A lucrat în redacția revistei „În drum spre o nouă școală” (На путях к новой школе). Cu sprijinul lui Iohann Altman, a devenit membru al comitetului de organizare pentru crearea Uniunii Scriitorilor Sovietici. A absolvit școala postuniversitară a Institutului de filosofie și literatură, în 1940 și-a susținut teza de doctorat pe tema „Belinski și drama”. A predat la Institutul Literar „Maxim Gorki”.
În timpul celui de-Al Doilea Război Mondial a fost corespondent de război pe frontul de nord-vest, lucrând în redacția ziarelor „În lupta pentru patria mamă” (В бой за родину) și „Bate dușmanul” (Бей врага).
În cursul campaniei de combatere a cosmopolitismului, a fost demis din funcția de șef al departamentului de literatură sovietică și creativitate al Institutului literar „Gorki” și expulzat din rândurile Uniunii Scriitorilor Sovietici (readmis ulterior).
Mai târziu, a fost responsabil cu departamentul de critici la revista Novîi Mir („Lumea nouă”). 
A fost angajat în recenzarea operei lui Vikenti Veresaev (cartea „V. V. Veresaev: viață și operă” a fost publicată în 1959) și al prozei sovietice moderne. Începând din 1961, a publicat mai multe lucrări despre operele lui Aleksandr Soljenițîn. A susținut expulzarea lui Vladimir Voinovici din Uniunea Scriitorilor din URSS.